# Alzon (affluent de l'Hérault)
Pour les articles homonymes, voir Alzon (homonymie).
L'Alzon est une rivière des départements du Gard et de l'Hérault en région Occitanie et un affluent gauche de l'Hérault.

## Géographie
Cette rivière mesure 12,5 kilomètres de long. L'Alzon prend sa source sur la commune de Saint-Hippolyte-du-Fort.
Après un parcours dirigé vers le sud-ouest l'Alzon conflue dans l'Hérault, en rive gauche, à Saint-Bauzille-de-Putois. 
Notez qu'il existe une autre rivière du même nom, l'Alzon, également localisée dans le département du Gard, passant à l'est d'Uzès, et se jetant dans le Gardon à Collias.

### Communes traversées
Dans le département du Gard, l'Alzon traverse la commune de Saint-Hippolyte-du-Fort (source) ; dans le département de l'Hérault les communes de Montoulieu et Saint-Bauzille-de-Putois (confluent). 

### Organisme gestionnaire
L'organisme gestionnaire est l'EPTB SMBFH ou du syndicat mixte du bassin du fleuve Hérault, créé en 2009 et sis à Clermont-l'Hérault.

## Affluents
L'Alzon a trois affluents référencés :
- le ruisseau de la Frégère 3 km
- le ruisseau des Mates (rg) 3 km
- le ruisseau de la Tuilerie 1 km

### Rang de Strahler
Donc son rang de Strahler est de deux.